# Ibrahima Fall

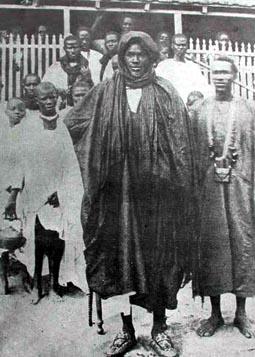
Ibrahima Fall

Scheich Ibrahima Fall (häufiger Ibra Fall, geboren als (tyeddo) Yapsa Khanth Fall, *1855 in Ndiaby Fall, Cayor; † 1930 in Touba) war ein senegalesischer Marabout und Schüler von Aamadu Bàmba Mbàkke, dem Gründer des Muridiyya-Ordens in Westafrika. In dieser Sufi-Bruderschaft stark verehrt, gründete Ibrahima Fall parallel die einflussreiche Baye-Fall-Bewegung.
Neil Savishinsky sagt 1994, dass Ibrahima Fall „einer der ersten und eifrigsten von Ahmadu Bambas Anhängern“ war.
Ibra Fall begründete die Beziehung der muridischen Talibes (Koranschüler) zu ihrem Meister.
Laut dem Bimestriel Islamique nannte man ihn in Französisch-Westafrika den Finanzminister der Muridentums. Ibrahima Fall leitete alle Geschäfte der Bruderschaft und beförderte so das Wachstum der Muridiyya Bewegung. Unter dem Motto “du erntest, was du säst” etablierte Ibra Fall den Arbeitsethos Dieuf Dieul unter den Muriden.
Serigne Bassirou Mbacké, Sohn von Sheich Aamadu Bàmba Mbàkke, bezeugt, dass Ibrahima Fall die Bruderschaft prägte. Mbacké entsprechend führte Ibrahima Fall den Brauch ein, Aamadu Bàmba Geld zu geben. Muriden folgen diesem Beispiel. Serigne Moussa Kâ bezeugt: „Fall führte ein, das man auf der Suche nach Aura (Wolof) tarbiya, sein Leben einem Marabout widmet.“ Momar-Coumba Diop bestätigt, wie wichtig Ibra Fall für die Muriden ist, indem er 1980 sagt: „Sheich Ahmadou Bamba und Sheich Ibrahima Fall verbildlichen die Symbiose der Werte der Muriden, Beten und Arbeiten.“